# Drunk (singel Eda Sheerana)
„Drunk” – to utwór brytyjskiego wokalisty Eda Sheerana. Wydany został 17 lutego 2012 roku przez wytwórnię płytową Warner Music Group jako czwarty singel wokalisty z jego debiutanckiego albumu studyjnego, zatytułowanego +. Twórcą tekstu utworu jest Ed Sheeran, natomiast jego produkcją zajął się Jake Gosling. Do singla nakręcono także teledysk, a jego reżyserią zajął się Saman Kesh. „Lego House” dotarł do dziewiątego miejsca w notowaniu UK Singles Chart i siódmego w Irish Singles Chart.

## Pozycje na listach przebojów
| Kraj              | Lista (2012)            | Pozycja | Status             | Sprzedaż |
| ----------------- | ----------------------- | ------- | ------------------ | -------- |
| Australia         | Top 50 Singles          | 9       | 2× platynowa płyta | 140 000+ |
| Irlandia          | Top 50 Singles          | 7       | —                  | —        |
| Nowa Zelandia     | Top 40 Singles          | 23      | złota płyta        | 7 500+   |
| Stany Zjednoczone | Hot Rock Songs          | 26      | —                  | —        |
| Szkocja           | Scottish Singles Top 40 | 13      | —                  | —        |
| Wielka Brytania   | Singles Top 100         | 9       | złota płyta        | 400 000+ |